# ماركوس كلاوديوس مارسيليوس
 ماركوس كلاوديوس مارسيلوس  (باللاتينية: Marcus Claudius Marcellus)‏ (268 ق.م - 208 ق.م) قائد وقنصل روماني، انتخب خمس مرات قنصلاً أعوام (222 ق.م و218 ق.م و215 ق.م و 214 ق.م و 208 ق.م)، شارك في الحرب ضد القبائل الغالية عام 225 ق.م، كما شارك في الحرب البونيقية الثانية. احتل مارسيليوس مكانة مرموقة بعدما قتل زعيم القبائل الغالية الملك «فيريدوماروس» في معركة «كلاستيديوم». علاوة على ذلك، غزا مرسيليوس مدينة سرقوسة الحصينة وحاصرها بين عامي (214 ق.م - 212 ق.م)، وهو الحصار الذي قتل خلاله المخترع الشهير أرخميدس. قتل ماركوس كلاوديوس مارسيليوس في إحدى معارك الحرب البونيقية الثانية في عام 208 ق.م.

## الجندي والسياسي
كتب عنه بلوتارخ مخطوطة تحت عنوان «حياة مارسيليوس» ركّز فيها على حملات مارسيليوس العسكرية وحياته السياسية. تؤكد المراجع أنه ولد قبل عام 268 ق.م، لأنه كان قد جاوز الستين حين أختير قنصلاً للمرة الخامسة والأخيرة في عام 208 ق.م. أبدى مارسيليوس مهارة في القتال في شبابه. أنقذ ماركوس حياة أخيه «أوتاسيليوس» في شبابه، عندما كانا محاطين بجنود العدو في إيطاليا. عندما كان شابا في الجيش الروماني، أشاد به رؤسائه لبسالته. نتيجة لذلك، في عام 226 ق.م، تم تعيينه في منصب «آيديل»، كان هذا المنصب من المناصب المرموقة جداً بالنسبة لرجل مثل مارسيليوس. كان الآيديل أحد المشرفين على المباني العامة والمهرجانات والمسئول عن الإشراف على التحصينات أثناء الحروب. كان هذا المنصب هو أول المناصب السياسية المرموقة، كما كان هذا المنصب نقلة لمارسيليوس الذي ينتمي لعائلة من العوام من طبقة العوام إلى طبقة الارستقراطيين. في عام 222 ق.م، تحقق أكبر حدث في حياته وهو انتخابه قنصلاً، وهو أعلى منصب سياسي وعسكري في روما القديمة.

## الحرب الغاليّة
بعد نهاية الحرب البونيقية الأولى التي حارب فيها مارسيليوس كجندي، أعلنت القبائل الغالية في شمال إيطاليا الحرب على روما في عام 225 ق.م. وفي السنة الرابعة والأخيرة من الحرب، انتخب مارسيليوس وزميله جنايوس سكيبيو قنصلين. كان القناصل السابقة قد هزموا الإنسبوريين إحدى القبائل الغالية، الذين انسحبوا حتى نهر بو. بعد انتخاب مارسيليوس وسكيبيو، حشد الانسبوريون 30,000 من حلفائهم الغاليين (الكايستيين)، لمحاربة الرومان. غزا مارسيليوس الانسبوريين وردهم حتى نهر بو، تماما كمن سبقوه، وعندئذ، جمع الغاليين 10,000 رجل من جميع أنحاء وادي نهر بو وهاجموا «كلاستيديوم»، قاعدة الرومان لمواجهة الهجمات الرومانية. في هذه المعركة، واجه مارسيليوس الملك الغالي «فيريدوماروس»، الذي عزز مكانة مارسيليوس في التاريخ.
قبل المعركة، رصد فيريدوماروس مكان مارسيليوس، الذي ارتدى شارة القائد على درعه، وركب فرسه لمقابلته. عبر ساحة المعركة، وجد مارسيليوس فارساً يتقدم نحوه، عندئذ، اشتبك الاثنان. أصاب مارسيليوس خصمة بضربة من رمحه اخترقت درعه وطرحته أرضاً، وعندئذ، ترجّل مارسيليوس وأصاب خصمه بضربة ثانية وثالثة، وقتله على الفور. كافأ الرومان مارسيليوس بأعلى الجوائز الرومانية المرموقة وهي opima spolia، وهو وسام لا يمنح سوى للقادة الذين يقتلون قادة الخصوم في المعارك. وبعد المعركة، رفع الرومان الحصار عن كلاستيديوم، وعندئذ، استسلم الغاليون للرومان لتنتهي الحرب.

## الحرب البونيقية الثانية
عاد اسم مارسيليوس للظهور بقوة على الساحة السياسية والعسكرية خلال الحرب البونيقية الثانية. ففي عام 216 ق.م، خدم مارسيليوس كقائد لأحد الجيوش الذي أرسل إلى صقلية. وقبل أن يبحر مارسيليوس بجيشه إلى صقلية، أرسل مجلس الشيوخ الروماني في طلب مارسيليوس وجيشه ليعود إلى روما بعد الخسارة الكارثية في كاناي، التي تعتبر واحدة من أسوأ الكوارث العسكرية في تاريخ روما القديمة. بناءً على أوامر من مجلس الشيوخ، أرسل مارسيليوس 1,500 من رجاله لحماية روما، ويذهب هو ببقية جيشه مع الجيش المتبقي من كاناي إلى كامبانيا (جنوب إيطاليا). هاجم جزءاً من الجيش القرطاجي مدينة «نولا»، لكن مارسيليوس استطاع أن يصد الهجمات. وهكذا، لم تقع المدينة في قبضة حنبعل. على الرغم من أن النصر في معركة نولا كان غير مهم بل وغير مؤثر على مسار الحرب حتى تلك اللحظة، إلا أنه كان ذو تأثير معنوي كبير على الرومان.
في عام 215 ق.م، استدعاه الدكتاتور يونيوس بيرا إلى روما، للتشاور معه حول مستقبل الحرب. بعد هذا الاجتماع، نصّب مارسيليوس والياً. وفي العام نفسه، قتل القنصل «بوستومينوس ألبينس» في المعركة، اختار الشعب الروماني بالإجماع مارسيليوس ليكون خليفته. للأسف، لأن القنصل الآخر تيبيروس غراكوس كان أيضاً من العوام، فإن مجلس الشيوخ لم يسمح لمارسيليوس بأن يعتلي هذا المنصب. عاد مارسيليوس مرة أخرى لمدينة نولا ليدافع عنها أمام جيش حنبعل. وفي السنة التالية، 214 ق.م، انتخب مرة أخرى قنصلاً مع زميله فابيوس ماكسيموس. وللمرة الثالثة، دافع مارسيليوس عن نولا أمام حنبعل، بل واستولى على بلدة «كاسيليوم».
بعد كاسيليوم، أُرسل مارسيليوس لصقلية، وهناك وجد الجزيرة في حالة من الفوضى. كان «هيرونيمينس» الحاكم الجديد لسرقوسة أهم مدن صقلية، قد قاد تمرداً ضد الحكم الروماني بعد خسارة الرومان في معركة كاناي، بل وتحالف مع القرطاجيين. وبعد وفاته، واصل خلفائه تمردهم على روما. غزا مارسيليوس مدينة «ليونتيني» مقر حكام سرقوسة. وبعد اقتحام المدينة، قتل مارسيليوس 2,000 جندي روماني من الفارين من المعارك كانوا مختبئين في المدينة. أثارت فعلة مارسيليوس البشعة نفور الناس في صقلية، وإنحازوا إلى جانب التمرد، فردّ مارسيليوس بفرض حصار على سرقوسة. استمر الحصار لعامين، بسبب اختراعات أرخميدس العسكرية التي أحبط بها محاولات الرومان لاقتحام المدينة. وفي الوقت نفسه، ترك مارسيليوس معظم جيشه تحت قيادة أبيوس كلاوديوس بولتشر ليستكمل الحصار، وغادر مع بقية جيشه ليجتاح بقية صقلية، حيث أخضع عدة مدن.
عاد مارسيليوس بعد ذلك ليستكمل الحصار، وعندما دخل المدينة في للتفاوض مع السرقوسيين، لاحظ وجود نقطة ضعف في تحصينات المدينة. هاجم مارسيليوس تلك النقطة، واستولى على المدينة في صيف عام 212 ق.م، حسبما ذكر بلوتارخ. وخلال الهجوم قُتل أرخميدس. وبعد سقوط المدينة، أبقى الرومان على حياة المدنيين، ولكنهم نهبوا المدينة. بعد سقوط سرقوسة، ظل مارسيليوس في صقلية. وبحلول نهاية عام 211 ق.م، استقال من قيادة القوات في صقلية، وعاد إلى روما.

## مقتله
انتخب مارسيليوس قنصلاً للمرة الرابعة في عام 210 ق.م، أثار انتخاب مارسيليوس الكثير من الجدل والاستياء بسبب اتهامات من جانب خصومه السياسيين بأن تصرفاته في صقلية كانت وحشية للغاية. تقدم ممثلو المدن الصقلية إلى مجلس الشيوخ لتقديم شكوى ضد مارسيليوس، لذا أُبعد عن صقلية، ليتولى قيادة الجيش الروماني في منطقة بوليا. وفي بوليا، حقق الرومان بقيادة مارسيليوس انتصارات حاسمة ضد القرطاجيين. أولاً، استولى مارسيليوس على 3 مدن، وبعد ذلك، بعد أن سحق حنبعل جيش فلاكوس، واجه مارسيليوس حنبعل في «معركة نمسترو»، والتي لم يتمكن فيها أي من الطرفين من تحقيق نصر واضح. وبعد هذه المعركة، واصل مارسيليوس ملاحقة حنبعل، ولكن لم يلتق الجيشان في معركة حاسمة.
في عام 209 ق.م، واجه حنبعل جيشاً رومانياً بقيادة مارسيليوس في سلسلة من الاشتباكات والغارات، دون الانجرار إلى معركة حاسمة. دافع مارسيليوس عن استراتيجيته أمام مجلس الشيوخ، الذي إختاره قنصلاً للمرة الخامسة عام 208 ق.م. عاد مارسيليوس مرة أخرى لقيادة الجيش في «فينوسا». بينما كان في مهمة استطلاعية، مع زميله «كينكيتيوس كريسبينوس» ومجموعة صغيرة من 220 فارس، تعرضت المجموعة لكمين وذُبحوا، بعد أن هاجمهم قوة من الفرسان النوميديين تفوقهم عدداً.
أثرت خسارة كلا القنصلين في معركة واحدة على معنويات الرومان، في الوقت الذي كان الجيش القرطاجي لا يزال حراً في إيطاليا.